# Kyoko Kimura
Kyoko Kimura (木村 響子 Kimura Kyōko?,  nacida el 19 de marzo de 1977) es una luchadora profesional y artista marcial mixta japonesa. A lo largo de sus 14 años de carrera, compitió en Big Japan Pro Wrestling, Ibuki, Ice Ribbon, JWP Joshi Puroresu, NEO Japan Ladies Pro Wrestling, Reina X World y World Wonder Ring Stardom, entre otras promociones. 
Es conocida por su camisa de bandera jamaicana y su afro hinchado que en un punto medía aproximadamente un pie de alto. Es conocida por haber luchado en combates hardcore, así como combates individuales. Se retiró de la lucha profesional en enero de 2017.

## Carrera en la lucha libre profesional

### Circuito independiente (2003-2015)
Kimura comenzó su carrera profesional de lucha libre en la empresa JWP Joshi Puroresu, debutando el 20 de julio de 2003. Permaneció con la empresa en un pequeño papel durante más de dos años, antes de renunciar a fines de 2005 y convertirse en freelance. Durante los años siguientes, Kimura hizo apariciones para promociones como Ibuki, Oz Academy y Pro Wrestling Wave, mientras que también hizo su debut en combates a muertes.
El primer papel importante de Kimura en la lucha libre profesional llegó en la empresa NEO Japan Ladies Pro Wrestling, donde, en 2008, se convirtió en la líder del stable heel Revolución Amandla, que también incluía a Tomoka Nakagawa y Atsuko Emoto, con quienes Kimura ocupó el Campeonato en Parejas de NEO. En octubre de 2009, Revolución Amandla también realizó una gira por México. Kimura siguió siendo habitual para NEO hasta que la promoción se cerró en diciembre de 2010, con su establo involucrado en grandes rivalidades argumentales con Las Cachorras Orientales (Etsuko Mita y Mima Shimoda) y Passion Red (Kana, Nanae Takahashi y Natsuki Taiyo).
En septiembre, Kimura también comenzó a trabajar regularmente para la promoción Ice Ribbon, culminando con que ella y Sayaka Obihiro ganaran el Campeonato Internacional en Parejas de Ribbon y el Reina World Tag Team Championships el 19 de diciembre de 2012, el último título propiedad de la empresa Reina X World.
El 4 de mayo, Kimura se asoció con el Comando Bolshoi para derrotar a Rabbit Miu y Tsukushi ganando varios títulos. El 15 de octubre, Kimura y Tomoka Nakagawa, la reformada Revolución Amandla, ganaron el torneo Dual Shock Wave 2014 de Pro Wrestling Wave y el Campeonato en Parejas de Wave.
El 11 de abril de 2015, Kimura hizo su debut en Estados Unidos para Shimmer Women Athletes.

### World Wonder Ring Stardom (2012-2017)
En mayo de 2012, Kimura comenzó a trabajar regularmente para la empresa World Wonder Ring Stardom, donde se unió a Kawasaki Katsushika Saikyou Densetsu Plus One. Sin embargo, después de perder una batalla contra Natsuki Taiyo por el liderazgo del stable, Kimura abandonó el stable el 5 de agosto y formó el nuevo stable Kimura Monster-gun con Hailey Hatred. Del 19 de agosto al 30 de septiembre, Kimura participó en el primer GP de 5 estrellas, llegando a la final, antes de perder ante Yuzuki Aikawa.
El 14 de enero de 2013, Kimura recibió su primera oportunidad titular de Stardom, el Campeonato Mundial de Stardom, pero fue derrotado por el campeón defensor, Nanae Takahashi. El 17 de marzo, Kimura y Hatred derrotaron a Kawasaki Katsushika Saikyou Densetsu (Natsuki Taiyo y Yoshiko) para ganar el Campeonato de las Diosas de Stardom. 
El siguiente noviembre, Kimura se asoció con otros dos compañeros stable de Monster-gun, Alpha Female y The Female Predator "Amazon", para ganar el Campeonato Artístico de Stardom. Durante noviembre, Kimura también se asoció con Act Yasukawa para ganar el Goddesses of Stardom Tag Tournament 2013. El 26 de enero de 2014, Kimura se convirtió en la primera dos veces Campeona de la Diosa del Stardom, cuando ganó el título junto a Alpha Female. El 18 de enero de 2015, Kimura formó una nueva versión de Monster-gun, llamada Oedo Tai, con Act Yasukawa, Dragonita, Heidi Lovelace, Hudson Envy y Kris Wolf.
El 7 de agosto de 2016, Kimura derrotó a su hija Hana en la primera lucha entre las dos. Después del combate, anunció que celebraría su evento de retiro el 22 de enero de 2017. Kimura ganó un campeonato con su hija, cuando las dos, junto con Kagetsu, ganaron el Campeonato Artístico de Stardom el 2 de octubre de 2016. 
Kimura celebró su evento de retiro, titulado "Last Afro", el 22 de enero de 2017, en Korakuen Hall. En lo que se anunció como su Retirement Match, Kimura se unió a su hija Hana y a su esposo Isao en un combate por equipos de seis personas, donde fueron derrotados por Aja Kong, Meiko Satomura y Minoru Suzuki con Satomura que la llevó a la victoria. Luego, Kimura luchó una lucha de bonificación más contra su hija, arbitrada por su esposo. Hana cubrió a Kyoko con una gran bota para terminar su carrera.

## Vida personal
En 2016, Kimura se casó con el luchador profesional y peleador de artes marciales mixtas Isao Kobayashi, mejor conocido simplemente como Isao. Su hija Hana también fue luchadora profesional hasta su muerte en 2020.

## Campeonatos y logros
- Dramatic Dream Team
  - Ironman Heavymetalweight Championship (1 vez)

- Ice Ribbon
  - International Ribbon Tag Team Championship (1 vez) – con Sayaka Obihiro

- JWP Joshi Puroresu
  - Daily Sports Women's Tag Team Championship (2 veces) – con Command Bolshoi (1) y Hanako Nakamori (1)
  - JWP Openweight Championship (1 vez)
  - JWP Tag Team Championship (2 veces) – con Command Bolshoi (1) y Hanako Nakamori (1)

- NEO Japan Ladies Pro Wrestling
  - NEO Tag Team Championship (2 veces) – con Amazing Kong (1) y Atsuko Emoto (1)

- Pro Wrestling SUN
  - SUN Championship (1 vez)[16]

- Reina X World
  - Reina World Tag Team Championship (1 vez) – con Sayaka Obihiro

- World Wonder Ring Stardom
  - Goddess of Stardom Championship (3 veces) – con Hailey Hatred (1), Alpha Female (1) y Kagetsu (1)
  - Artist of Stardom Championship (2 veces) – con Alpha Female y The Female Predator "Amazon" (1) & Hana Kimura y Kagetsu (1)
  - Goddesses of Stardom Tag Tournament (2013) – con Act Yasukawa